# Volgo-Balt 214
La Volgo-Balt 214 è stata una nave da carico generico battente bandiera di Saint Kitts e Nevis, naufragata nel Mar Nero al largo della Turchia il 7 gennaio 2019 con sei dei tredici membri dell'equipaggio.

## Caratteristiche
La Volgo-Balt 214 fu costruita come nave cargo generale dell'era sovietica nel 1978. La nave era lunga 113,87 m, larga 13,23 m e aveva un pescaggio di 3,9 m. A 3 492 tpl, aveva una velocità di servizio di 14,3 km/h.
La classe Volgo-Balt era composta da navi mercantili destinate a navigare in acque generalmente calme e non in mare aperto. Tuttavia, molti bastimenti di questa serie vennero utilizzati all'interno e attorno al Mar Nero, dove molti naufragarono nel corso degli anni, tra cui la Volgo-Balt 189, perduta nel gennaio 2021 con i suoi 13 membri dell'equipaggio e due mesi dopo anche la Volgo-Balt 179 si inabissò nel Mar Nero, con 10 dei 13 membri dell'equipaggio sopravvissuti.

## Storia
La Volgo-Balt 214 trasportava carbone dal porto russo di Azov al porto turco di Samsun con undici membri dell'equipaggio ucraini e due azeri. Come riportato da un marittimo, la mattina del 7 gennaio 2019, una grande ondata di mare mosso colpì la nave a circa 150 km dalla costa turca e lo scafo si ruppe in due pezzi e cominciò a inabissarsi. Dopo aver ricevuto un segnale di soccorso dalla nave alle 08:10 ora locale, le autorità turche avviarono un'operazione di ricerca e soccorso con un aereo, tre elicotteri e due imbarcazioni. Uno degli elicotteri della Guardia Costiera turca arrivò sulla scena intorno alle 10:00 ora locale e recuperò due cadaveri salvando sette sopravvissuti, in buona salute, che vennero portati in ospedale. Altri quattro cadaveri furono successivamente recuperati. Il capitano non sopravvisse.